# Trawers (jeździectwo)

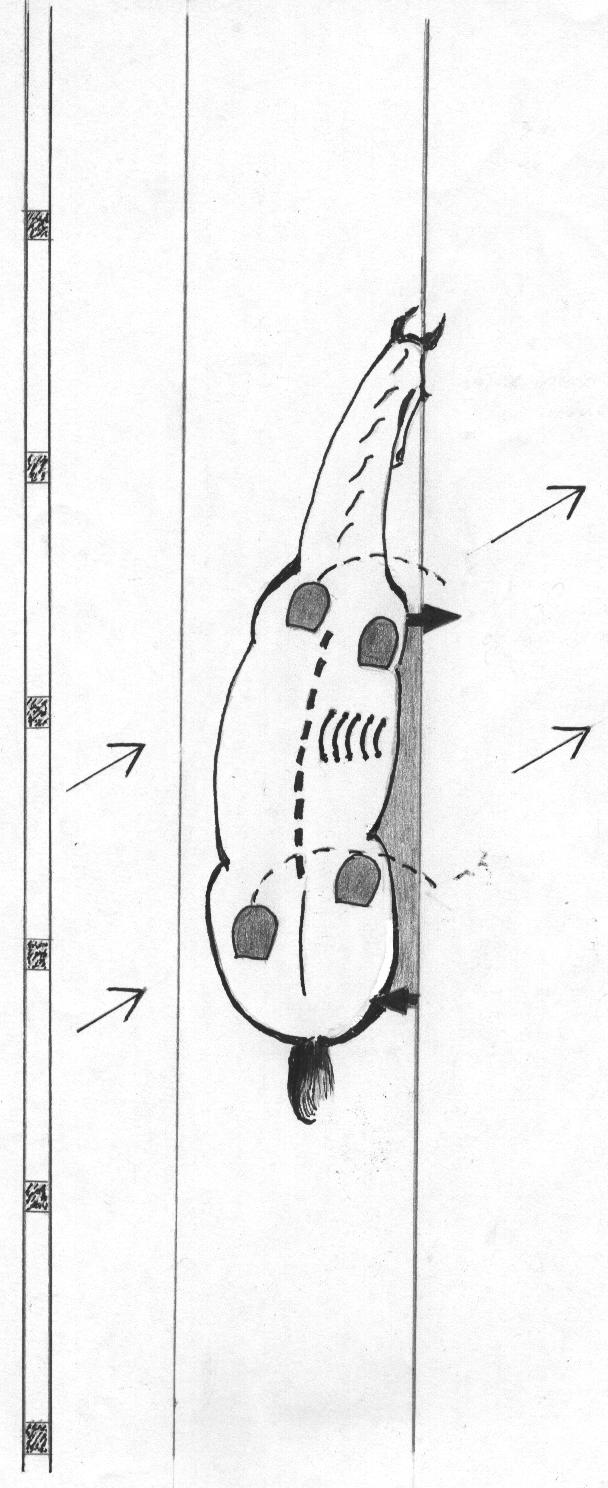
Trawers - schemat

Trawers – ćwiczenie ujeżdżeniowe w jeździectwie. Jest to ruch boczny, w którym głowa konia jest zwrócona w kierunku ruchu, łopatki przesuwają się po torze równoległym do ściany, zad skierowany jest do wewnątrz, a kończyny zewnętrzne krzyżują się "ponad" wewnętrznymi. Zewnętrzna łydka jeźdźca odsuwa zad konia od ściany w momencie uniesienia tylnej "zewnętrznej" kończyny, która przesuwa się w ślad przedniej "wewnętrznej". Wewnętrzna łydka podtrzymuje płynność ruchu do przodu i zapobiega "wpadaniu" zadu; wewnętrzna wodza utrzymuje zgięcie głowy konia i wskazuje kierunek ruchu, podczas gdy zewnętrzna reguluje zgięcie i współpracuje z zewnętrzną łydką w utrzymaniu zebrania konia. Podobnym, choć trudniejszym ćwiczeniem jest ciąg.